# Canon PowerShot A400

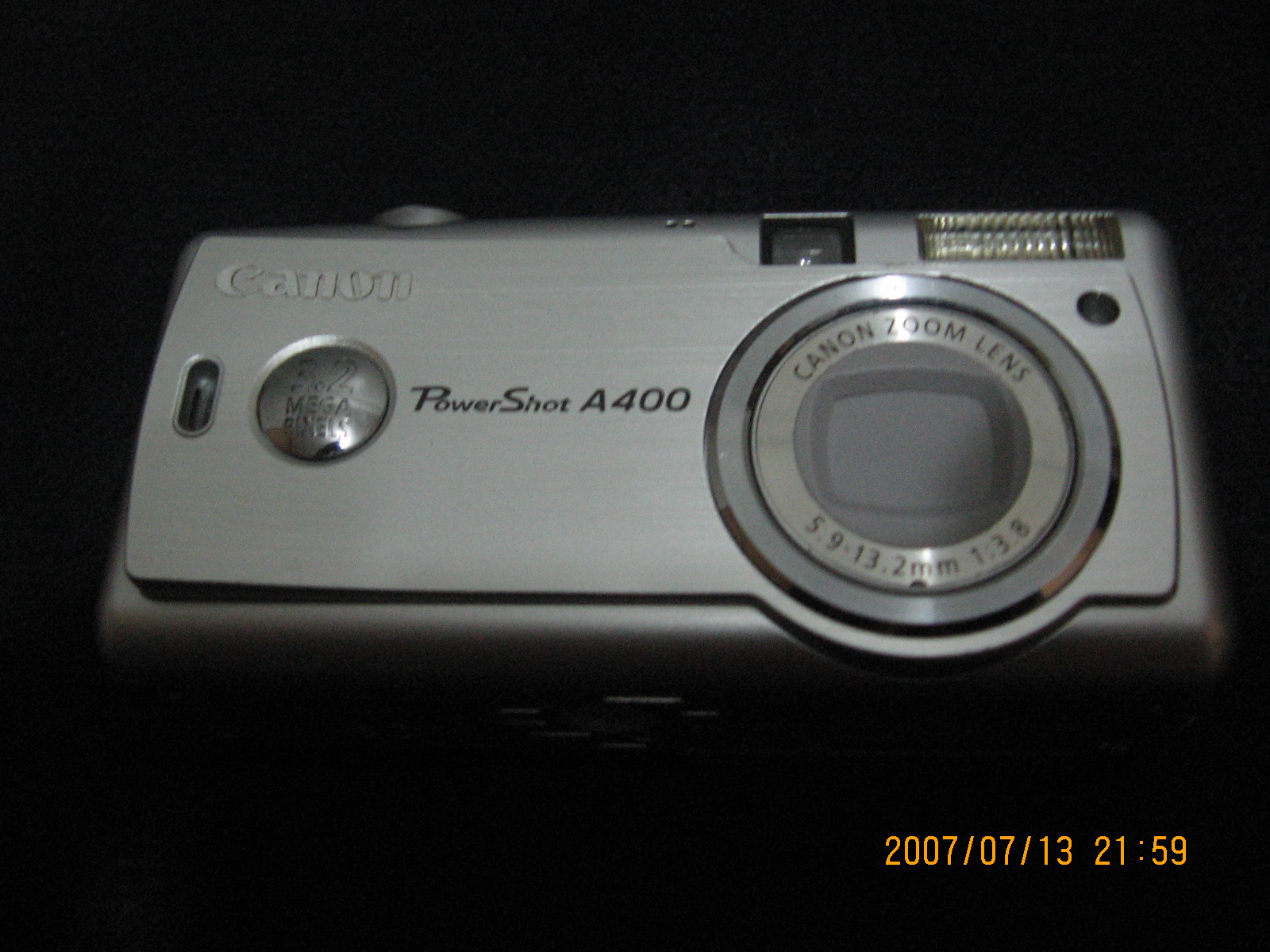
Canon PowerShot A400.

A Canon PowerShot A400 é uma câmera digital da linha Canon PowerShot A, capaz de capturar imagens de até 3.2 Megapixels e com zoom ótico de até 2.2x. Ao contrário da maioria dos modelos similares da Canon, A A400 era comercializada com uma escolha de cores para o painel frontal: prateado ("Silver"), azul ("Sky Blue"), verde ("Lime Green") e dourado ("Sunset Gold"). É uma câmera muito boa de se usar para vlogs.

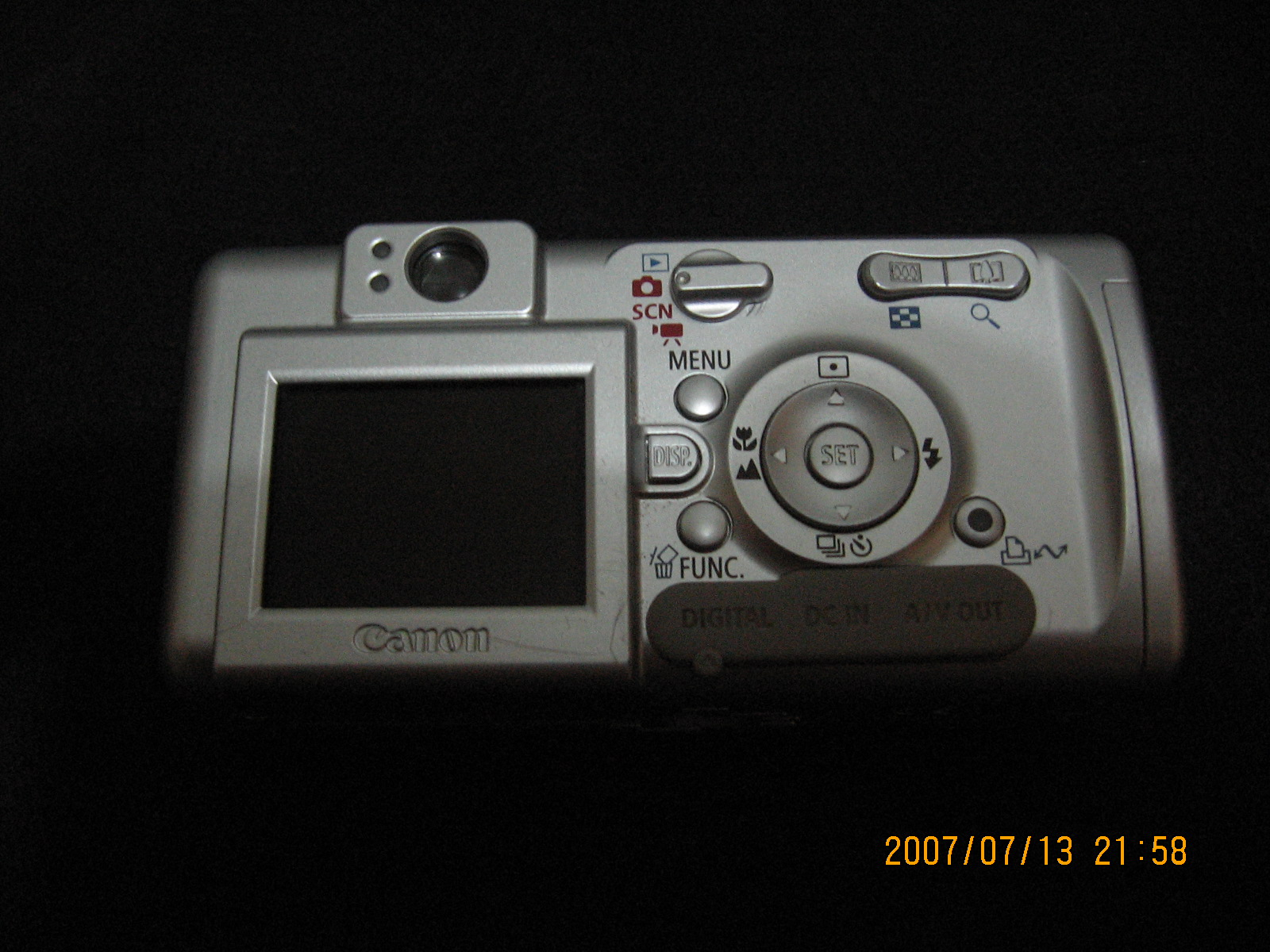
vista por trâs

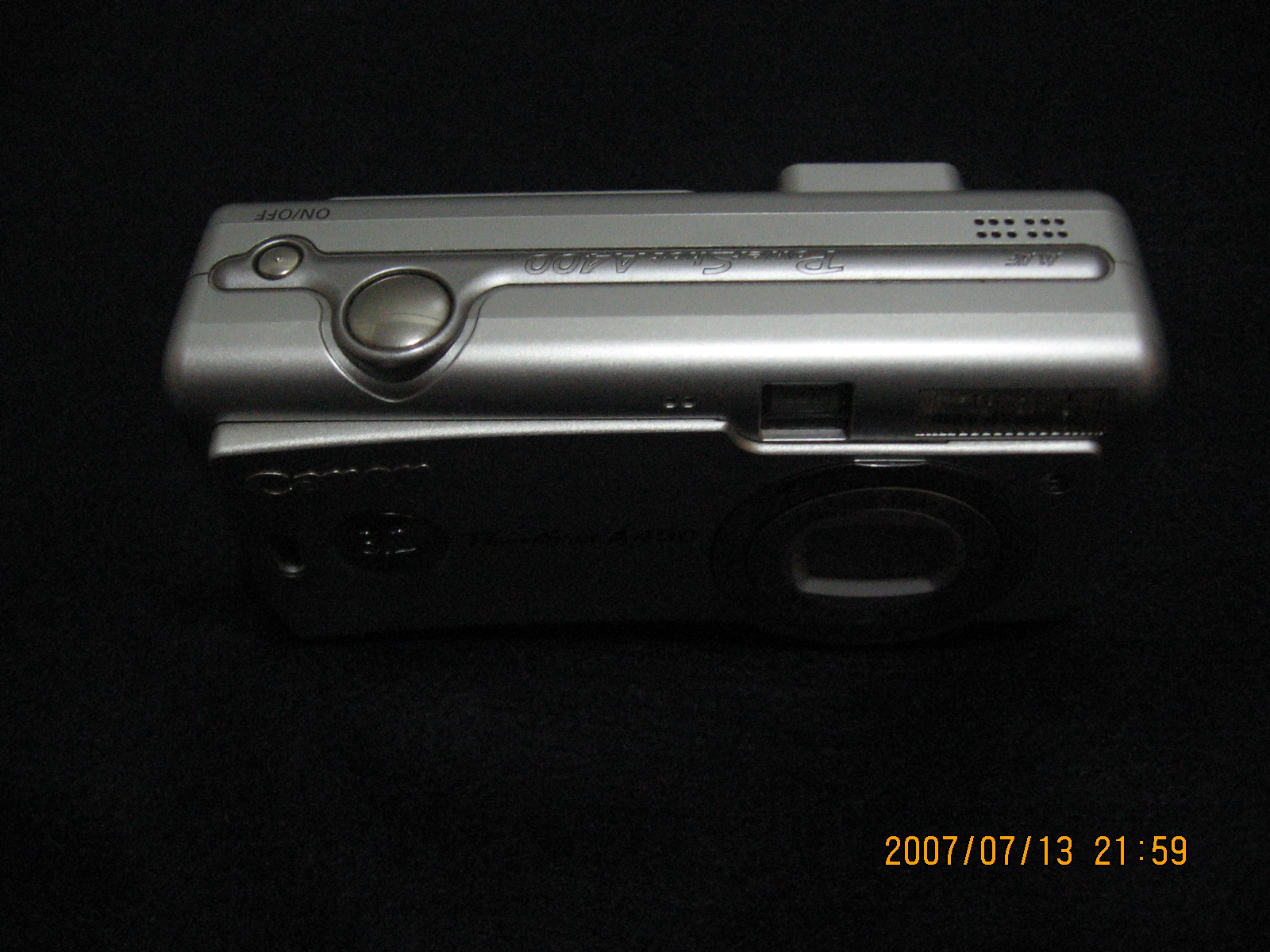
vista de cima